# Список животных с гомосексуальным поведением

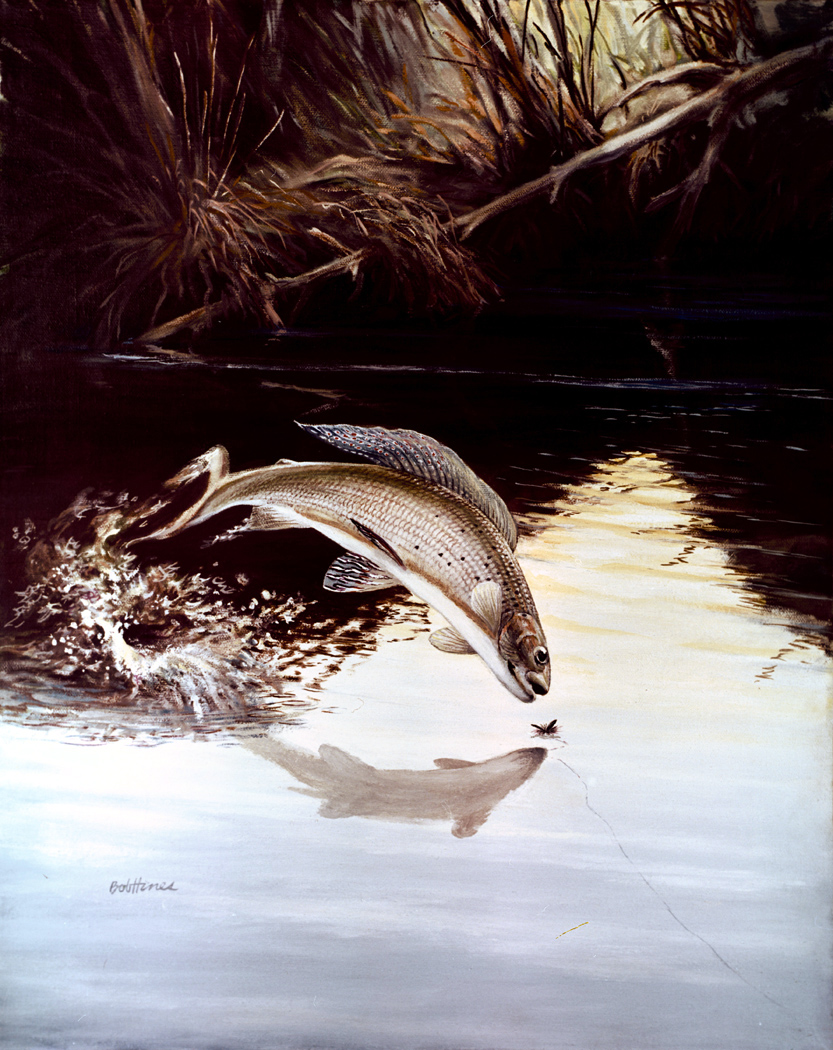
Исследования, проведенные в 1950-х годах доказали наличие как у самцов, так и у самок Thymallus arcticus гомосексуального поведения

Этот список включает в себя виды животных, для которых документально зафиксированы случаи гомосексуального, транссексуального поведения и ошибки идентификации пола партнера, включающее в себя секс, привязанность, образование пары или совместное воспитание. Подробное изложение проявлений такого поведения у множества видов животных систематизировано и представлено Брюсом Бэйджмилом в книге «Биологическое богатство: Гомосексуальность животных и естественное многообразие».
Бэйджмил пишет, что гомо- или транссексуальное поведение у животных не фиксировались «официально» в таком большом количестве до 1990-х годов в связи с возможным негативным отношением в обществе к ЛГБТ и табуировании этой темы. Три главы в его книге, впервые изданной в 1999 году, изобилуют подтверждениями о систематических предубеждениях, в которых он отмечает, что «настоящее незнание биологии заключается в целеустремлённых попытках найти репродуктивное или иное „объяснение“ для гомосексуального, транссексуального или другого, отличного от гетеросексуального, поведения». 
Гомосексуальное поведение обнаружено среди социальных млекопитающих (в частности, морских млекопитающих и приматов) и птиц. Половое поведение животных принимает различные формы даже в пределах одного вида, и мотивы и последствия такого поведения до сих пор не до конца изучены. Бэйджмил указывает, что гомосексуальное поведение животных (не обязательно секс) наблюдалось у более 450 видов животных.
Нахождение отдельных случаев гомосексуального поведения у животных подвергается критике и является предметом споров. Защитники прав ЛГБТ утверждают, что существование таких случаев подтверждает естественную природу гомосексуального поведения человека.
По мнению этолога Фрэнка Бича, существование гомосексуального поведения у животных не может использоваться как доказательство того, что гомосексуальность среди людей является «биологически нормальной», поскольку это является неподходящим (нерелевантным) сравнением. Обычно гомосексуальные проявления между животными есть выражение доминирующей или подчиняющейся роли, занимаемой одной конкретной особью по отношению к другой.
Дж. Бэйли и др. в обзоре 2016 года делают вывод: существует много данных о том, что животные (иные, чем человек) участвуют в однополых половых взаимодействиях в условиях свободного перемещения и, таким образом, это поведение нельзя объяснить как результат содержания в неволе в аномальных условиях. Хотя сообщения об однополых взаимодействиях, связанных с контактами с половыми органами, поступают о сотнях видах животных, они обычно проявляются лишь у нескольких. В этом смысле люди редки, но не уникальны.
В этой статье использование термина «гомосексуальность» соответствует его использованию некоторыми современными исследователями, применяющими его ко всем формам сексуального поведения (например, совокупление или брачные игры) у животных одного и того же пола. 
Натан Бэйли и Мартин Зак в обзоре публикаций на тему однополого поведения у животных пишут: «термины гей и лесбиянка, описывающие гомосексуальную ориентацию у людей, часто неправильно употреблялись в популярных средствах массовой информации для животных, которые, как наблюдалось, участвуют в однополом брачном поведении. Учитывая отсутствие доказательств того, что животные (не человек) формируют самоидентичность и ограничения изучения таких внутренних процессов, применение термина гендер к ним не должно поощряться. Термин гомосексуальность у животных использовался для обозначения однополого поведения, которое не носит сексуального характера. Научная литература выиграла бы от сохранения этого антропоморфного термина для людей, если бы не использовала его для описания поведения у других животных из-за его глубоко укоренившегося контекста в человеческом обществе».

## Млекопитающие

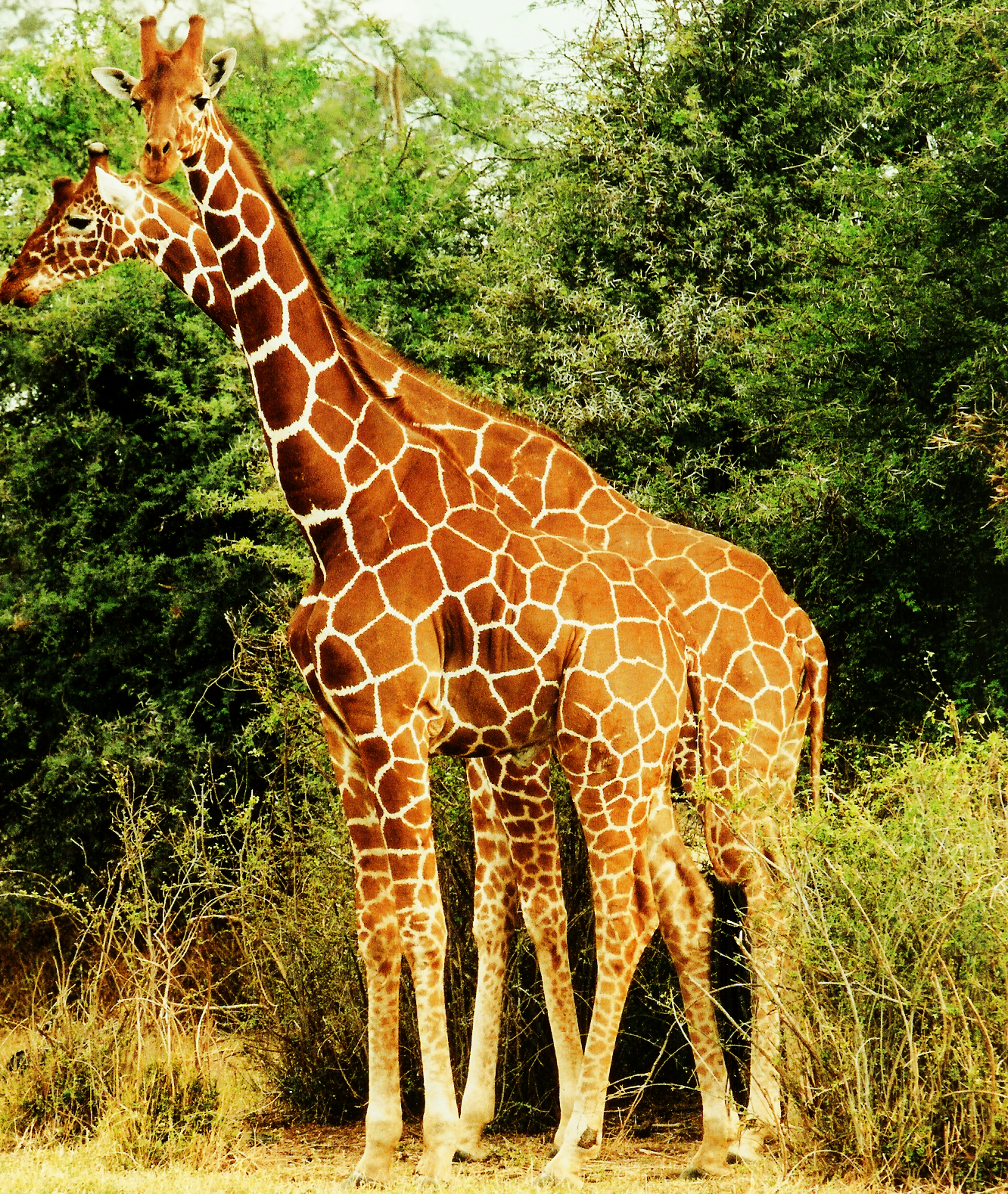
Пара самцов Giraffa camelopardalis

Некоторые виды:
- Бизон[13]
- Бурый медведь[14]
- Серая крыса[15][16]
- Северный олень[17]
- Кошка[18][19][20]
- Корова[21][22]
- Гепард[23]
- Шимпанзе[24][25][26][27]
- Дельфин[28]
- Мармозетка[29]
- Собака[30]
- Слон[31]
- Лиса[32]
- Жираф[33][34]
- Коза[13]
- Лошадь[35]
- Человек
- Коала[36]
- Лев[23]
- Косатка[28]
- Енот-полоскун[37]
- Овца[22][38]

## Птицы

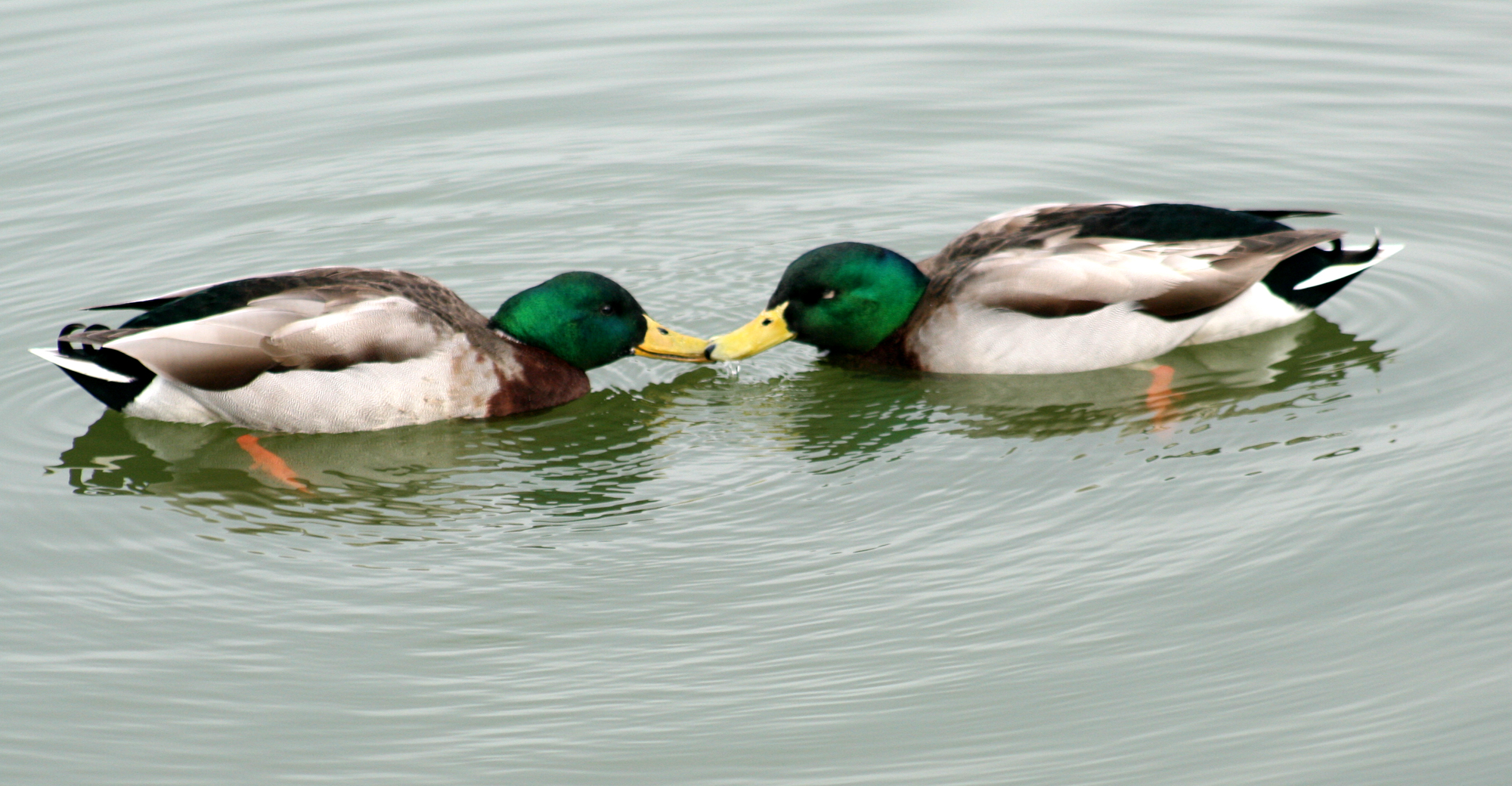
Пара самцов Anas platyrhynchos

Некоторые виды:
- Обыкновенная сипуха[39]
- Курица[40]
- Сизая чайка[41]
- Эму[42]
- Королевский пингвин[43]
- Кряква[44]
- Ворон[45]
- Чайка[уточнить][46]
- Муравьиный меланерпес[47]
- Пингвин Адели[43]

## Рыбы
- Пецилии[уточнить][48]
- Длинноносый фундулус[49]
- Плотва[уточнить][49]
- Тихоокеанские лососи[1]
- Хариус[уточнить][1]
- Горчак[уточнить][50]
- Зеленый меченосец[50]
- Гвианский окунь[51]
- Сиг[уточнить][1]
- Золотая рыбка[52]
- Дартер[50]
- Тилапия[уточнить][49]
- Лосось[уточнить][53]
- Пятнистая пецилия[50]
- Салака[50]
- Трёхиглая колюшка[50]

## Пресмыкающиеся
Исследования показали, что у полностью женского вида ящериц Cnemidophorus neomexicanus, воспроизводящегося с помощью партеногенеза, моделируется поведение спаривания с целью увеличения рождаемости. Одна самка лежит на другой, имитируя роль самца. В итоге ящерица-самка, которая была объектом имитации самцового полового поведения со стороны другой самки, приносила больше яиц. У ящериц есть возможность включать подобный механизм каждый раз во время брачного периода. Далее приведены виды пресмыкающихся, для которых существует документальное свидетельство проявления гомосексуального поведения:

| - Бородатая агама - Длинноногие сцинки Eumeces laticeps - Тейиды Cnemidophorus tesselatus - Тейиды Cnemidophorus exsanguis - Тейиды Ameiva chrysolaema - Ужи Thamnophis sirtalis - Анолисы Anolis porcatus - Хлыстохвостая ящерица - Пустынный западный гофер - Заборная игуана - Пятилинейчатый сцинк - Гоферова и сосновая чёрно-белая змеи - Анолисы Anolis carolinensis - Игуаны Leiocephalus inaguae | - Анолисы Anolis garmani - Тейиды Cnemidophorus laredoensis - Анолисы Anolis cybotes - Гекконы Lepidodactylus lugubris - Aspidoscelis velox - Настоящие гремучники Crotalus ruber - Красный гремучник - Игуаны Uta stansburiana - Настоящие гремучники Crotalus mitchellii - Гадюки Agkistrodon piscivorus - Настоящие гремучники Crotalus viridis - Гекконы Coleonyx variegatus - Ящерицы-бегуны Aspidoscelis tesselata - Лесная черепаха Clemmys insculpta |  |

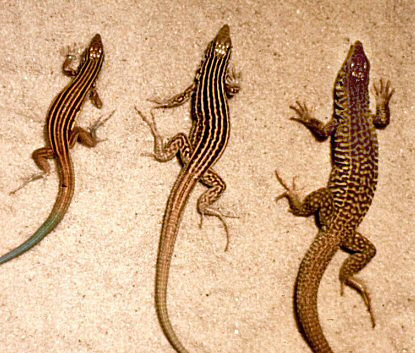
Cnemidophorus neomexicanus

## Земноводные
- Семейство безлёгочные саламандры: апалачская саламандра (Plethodon jordani) и аллеганская саламандра (Desmognathus ochrophaeus)[59][60]
- Семейство настоящие лягушки: Pelophylax nigromaculatus[61]
- Семейство жабы: монгольская жаба ( Bufo (Pseudepidalea) raddei)[56]

## Насекомые

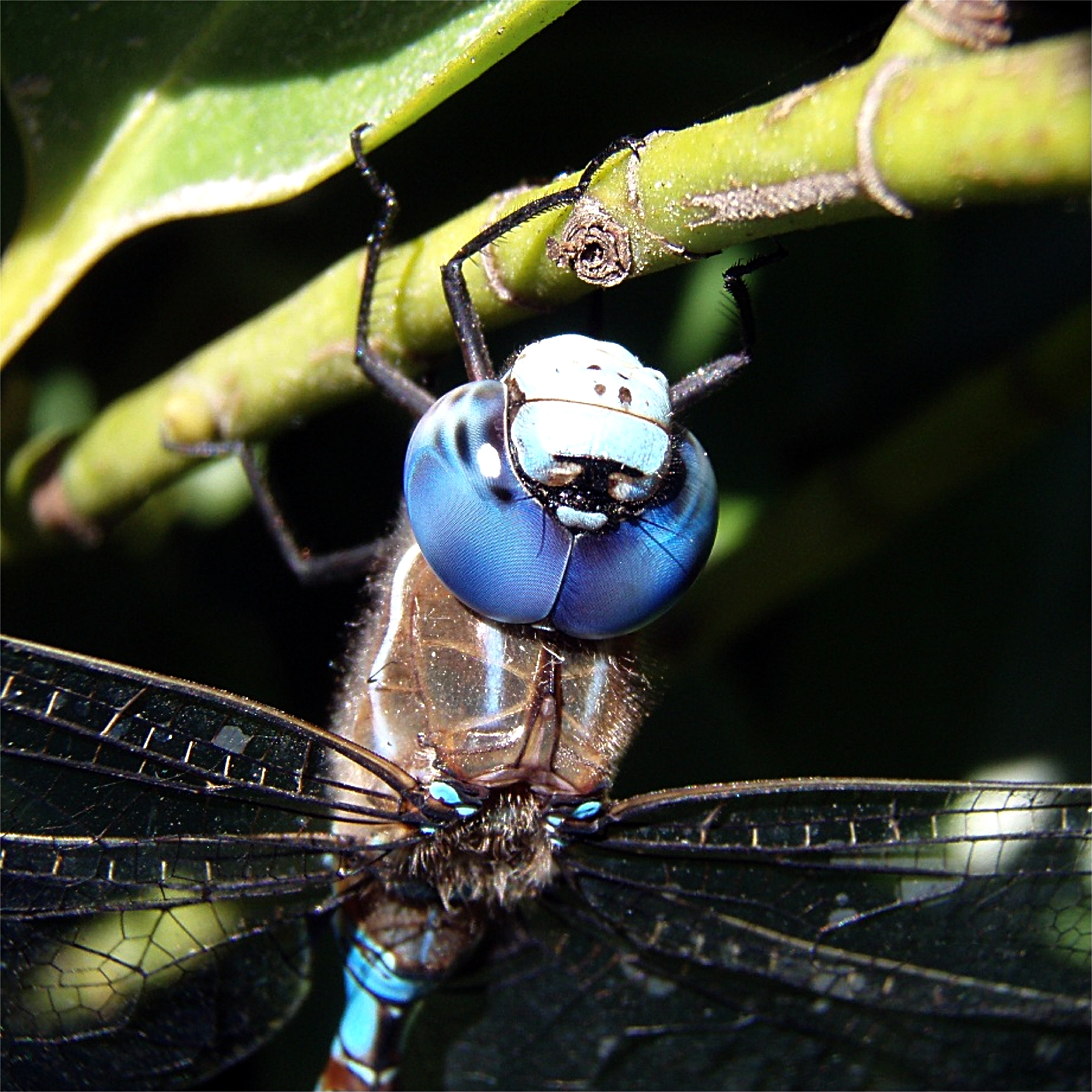
Basiaeschna janata

Большинство случаев можно объяснить ошибочной идентификацией активным самцом. Самцы чаще участвуют в таком поведении в лаборатории, чем в поле, а изоляция, высокая плотность и воздействие феромонов самок увеличивают его распространенность. Обычно это случается, когда кутикула одного из самцов продолжает испускать феромоны от предшествующего спаривания. Последние часто сопротивляются попыткам ухаживания/спаривания. Bagemihl (1999) приводит список из 100 видов насекомых, демонстрирующих такое поведение. Тем не менее, этот список не содержит подробных описаний, и более полное резюме его распространенности среди беспозвоночных, а также этологию, причины, последствия и эволюцию этого поведения.
Проявления мужского гомосексуального поведения было отмечено у нескольких видов стрекоз. При исследовании самцов стрекоз выяснилось, что от 20 % до 80 % самцов имели характерные повреждения клоаки, свидетельствующие о достаточно частых случаях сексуальной связи между мужскими особями.
Самцы кровососущих комаров с незатвердевшими покровами после выхода из куколки по тональности биения крыльев напоминают самок, так что другие самцы пытаются с ними спариваться. Такие контакты могут наблюдаться в течение двух первых суток жизни молодых самцов. 
Далее приведены виды насекомых, для которых существует документальное свидетельство проявления гомосексуального поведения:
- Долгоносики Hypera postica[66]
- Австралийская оса[66]
- Короед[уточнить][66]
- Постельный клоп[67][68]
- Жук-Нарывник[уточнить][69]
- Мясная муха[уточнить][69]
- Равнокрылая стрекоза[уточнить][70]
- Репница[71]
- Шашечница матурна[71]
- Речник[уточнить][72]
- Таракан[уточнить][73]
- Стрекоза плоская[72]
- Плавты[уточнить][74]
- Гусеница озимой совки[75]
- Медоносная пчела[76]
- Стрекоза[уточнить][72]
- Ихневмоноидный наездник[уточнить][66]
- Точильщик[уточнить][74]
- Сверчок[уточнить][77]
- Чернотелки[уточнить][78]
- Плодовая мушка[уточнить][79]
- Грета Ото[71]
- Листовёртки[уточнить][80]
- Сеноед[уточнить][74]
- Златоглазка[уточнить][81]
- Блоха[уточнить][81]
- Комнатная муха[82]
- Японский жук[83]
- Моль[уточнить][80]
- Клопы Oncopeltus fasciatus[68]
- Капустница[68]
- Зеленушка[уточнить][84]
- Голубянка лесная[68]
- Средиземноморская плодовая муха[79]
- Парусник Baronia brevicornis[85]
- Комар[уточнить][84]
- Саранча перелётная[86]
- Данаида монарх[71]
- Стрелки́[уточнить][70]
- Моль узкокрылая[84]
- Дрозофилы[уточнить][84]
- Данаида гилипп[71]
- Огненные муравьи[уточнить][84]
- Хрущак малый булавоусый[68]
- Овод[уточнить][84]
- Золотистая бронзовка[84]
- Стафилиниды[уточнить][68]
- Скарабей[87]
- Тутовый шелкопряд[80]
- Зелёный овощной клоп[68]
- Майский жук[84]
- Осенняя жигалка[84]
- Жук-рогач[уточнить][68]
- Муха Цеце[84]
- Гребляки[уточнить][68]
- Водомерки[уточнить][68]

## Другие беспозвоночные
- Шистосомы[уточнить][88]
- Крабы[уточнить][89]
- Сенокосцы[уточнить][90]
- Пауки-кругопряды[уточнить][90]
- Пауки-тетрагнатиды[91]
- Осьминоги[уточнить][89]
- Пауки-скакуны[уточнить][90]
- Скребни[уточнить][92]